# アマーリア・ファン・ゾルムスの肖像
『アマーリア・ファン・ゾルムスの肖像』（アマーリア・ファン・ゾルムスのしょうぞう、蘭: Portret van Amalia van Solms、英: Portrait of Amalia van Solms）、または『アマーリア・ファン・ゾルムス王女の肖像』（アマーリア・ファン・ゾルムスおうじょのしょうぞう、仏: Portrait de la princesse Amalia van Solms、英: Portrait of Princess Amalia van Solms）は、17世紀オランダ絵画黄金時代の巨匠レンブラント・ファン・レインが1632年にキャンバス上に油彩で制作した絵画である。画面下部左側に「RHL van Ryn / 1632」という画家のモノグラム入り署名と制作年が記されている。1912年にエドゥアール・アンドレ (Édouard André) 氏の未亡人から遺贈されて以来、パリのジャックマール＝アンドレ美術館に所蔵されている。

## 作品

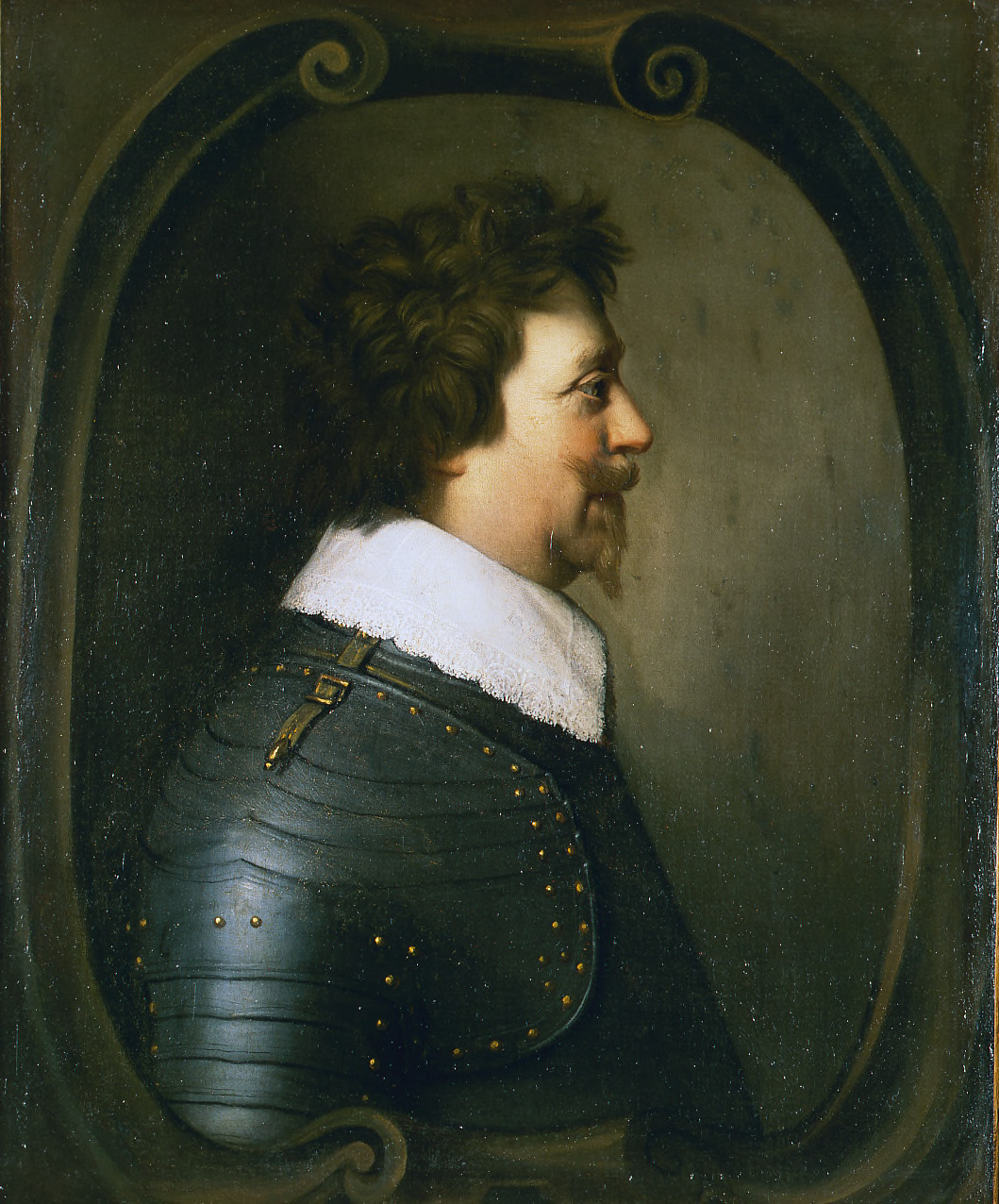
ヘラルト・ファン・ホントホルスト『総督フレデリック・ヘンドリックの肖像』（1631年)、ハウステンボス宮殿、デン・ハーグ

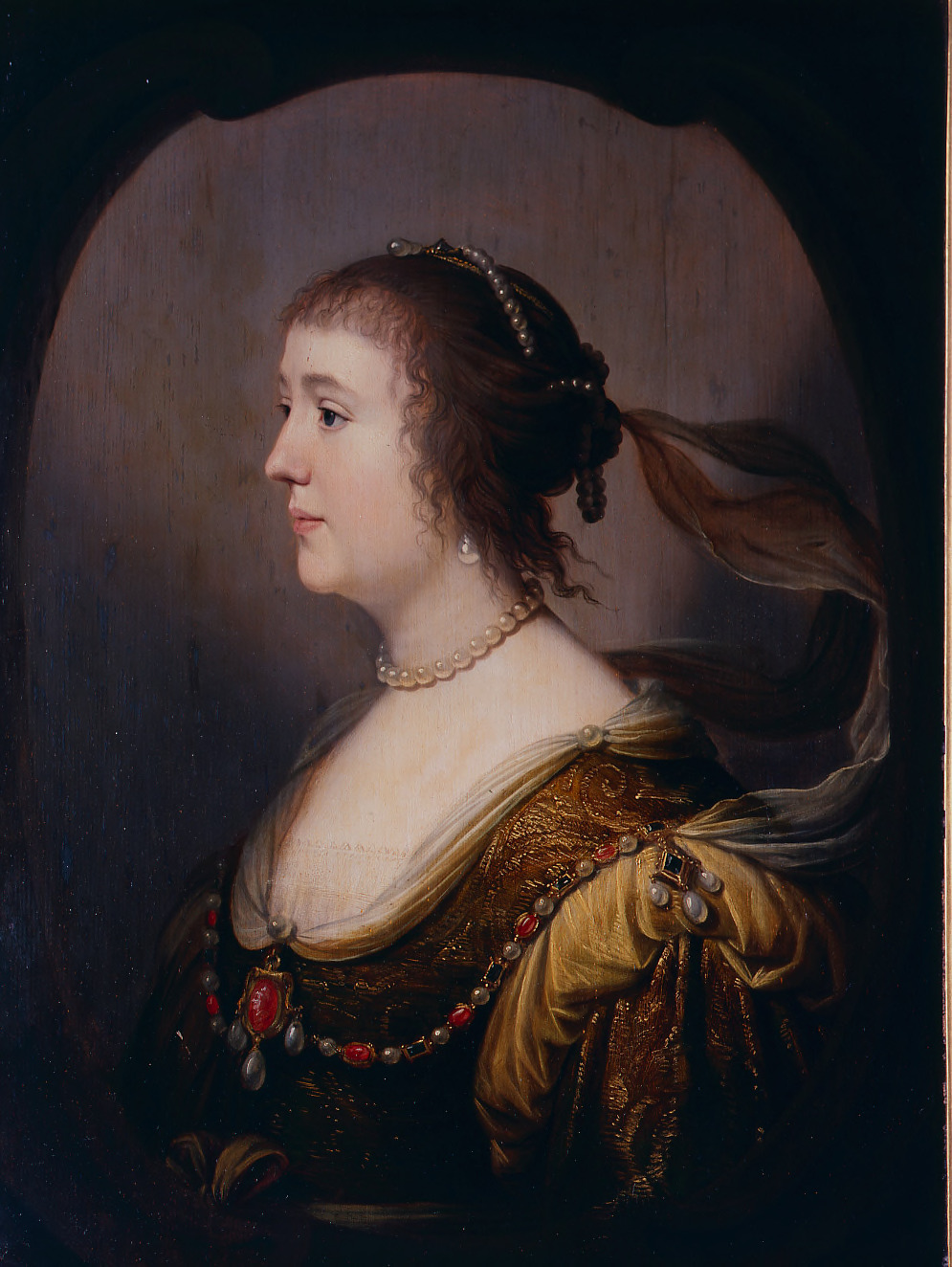
ヘラルト・ファン・ホントホルスト『アマーリア・ファン・ゾルムスの肖像』（1632年)、ハウステンボス宮殿、デン・ハーグ

本作のモデルとなっている女性はアマーリア・ファン・ゾルムスである。1965年になされた修復の結果、作品は、ヘラルト・ファン・ホントホルストによる彼女の夫の肖像『総督フレデリック・ヘンドリックの肖像』 (ハウステンボス宮殿、デン・ハーグ) と同じ額縁が用いられていることが判明した。両作品は対作品として制作されたのである。
この制作背景を考慮すれば、レンブラントの作品としては異色な本作の特徴が理解できる。ホントホルストによる総督の肖像は真横向きで、実物と見紛うような楕円形の枠の中に配されている。素地はレンブラントがこうした小型の肖像には用いなかったキャンバスである。真横向きという形式は古代ローマの皇帝像から採られたもので、芸術家たちもこの形式を愛好してきた。
1682年の著作の中で、ウィレム・フレーは横顔像について以下のように述べている。「顔は大いなる変化に富んでいるが、注目に値するその構成要素、もしくは側面はたった4つしかない。額、鼻、口、そして顎である。これらの要素は真横から見られた際に、その特徴をもっともはっきりと示す」。
顔の造作の特徴をよく示す横顔の形式は、古典的均衡に恵まれていないアマーリアの顔貌をさらけ出すという不利な結果を招いた。しかも、レンブラントが彼女を理想化して描いた形跡もない。1632年に、デン・ハーグの総督宮の財産目録が作成された際、ホントホルストによる総督の肖像と本作は並べて掛けられてはいなかった。おそらく両作品は釣り合いが取れていないと判断されたのであろう。ホントホルストは、後に完全な横顔ではない別の『アマーリア・ファン・ゾルムスの肖像』(ハウステンボス宮殿、デン・ハーグ) を制作し、レンブラントによる本作はホントホルストの作品と置き換えられた。